# Nick De Luca
Pour les articles homonymes, voir De Luca.
Pas d'image ? Cliquez ici

a Compétitions nationales et continentales officielles uniquement.

b Matchs officiels uniquement.
Dernière mise à jour le 30 novembre 2017.
Nick De Luca, né le 1er février 1984 à Dumfries (Écosse), est un joueur écossais de rugby à XV qui joue au poste de centre ou ailier. Il compte 43 sélections avec l'équipe d'Écosse.

## Carrière

### En club
- 2005-2006 : Edinburgh Rugby
- 2006-2007 : Border Reivers
- 2007-2014 : Edinburgh Rugby
- 2014-2016 : Biarritz olympique
- 2016-2017 : Wasps

Il décide de mettre un terme à sa carrière à la fin de la saison 2016-2017. Il devient professeur de finances et dirige le club de rugby d'Uppingham school à Rutland. Il promeut également des méthodes d'accompagnement et de préparation mentale des rugbymen de haut niveau.

### En équipe nationale
Il connaît sa première cape internationale le 3 février 2008 à l’occasion du tournoi des six nations 2008 dans un match contre la France. 

## Palmarès

### En club
Néant

### En équipe nationale
- 43 sélections depuis le 3 février 2008.
- 5 points (1 essai).
- Tournoi des Six Nations disputé: 2008, 2009, 2010, 2011, 2012
- Participation à la Coupe du monde : 2011